# Красотіл золотоямчастий
Красотіл золотоямчастий (Calosoma auropunctatum) — вид твердокрилих комах родини турунових (Carabidae).

## Поширення
Вид поширений у більшій частині Європи, Малій Азії, Ірані, Кавказі, Центральній Азії, Китаї та Монголії. Живе на піщаних і суглинистих полях, сухих луках, у чагарниках або на вересах .

## Опис
Жуки мають довжину від 18 до 30 мм. Забарвлення тіла від мідно-чорного до чорного. Три ряди червоно-золотих або зелених крапок проходять уздовж надкрил. Його перетинчасті крила добре розвинені і жук може літати.

## Спосіб життя
Веде хижий спосіб життя. На відміну від інших видів красотіла, цей вид не лазить по деревах, а полює виключно на землі. Він хороший бігун і вдень полює на гусениць, личинок жуків і равликів. Зимівля відбувається на стадії імаго.